# Церковь Святого Андрея (Войскорово)
Церковь Святого Андрея Первозванного — несохранившийся лютеранский храм в деревне Войскорово Тосненского района Ленинградской области, бывший центр прихода Инкере (фин. Inkere) Евангелическо-лютеранской церкви Ингрии.

## История
Лютеранский приход Инкере был создан в 1623—1626 годах, его центр располагался в деревне Войскорово (фин. Kirkkonkylä — Кирконкюля, церковная деревня; швед. Ingris).
На карте Ингерманландии Августа Бергенгейма, составленной по шведским материалам 1676 года, упоминается Ingris Kyrka — первая деревянная кирха прихода Инкере, в селении Ingris hoff.
Во времена шведского правления в приходе существовала также часовня, приписанная к соседнему приходу Венйоки.
Вторая деревянная обшитая тёсом церковь, взамен утраченной, была построена в 1769 году.
В 1838 году её посетил император Николай I, ему не понравилась архитектура и ветхое состояние церкви, вследствие чего он пожертвовал деньги на постройку нового деревянного храма. К постройке приступили немедленно, храм был построен за год.
30 ноября 1839 года была освящена третья кирха, рассчитанная на 600 мест, во имя святого Андрея Первозванного. Её двусветное здание было выполнено в стиле классицизма. Она была расположена на высоком левом берегу реки Ижора между деревнями Войскорово и Таскобщина так, что прихожане, шедшие или ехавшие в церковь со стороны Павловска, за несколько вёрст видели её в перспективе дороги.
В 1865 году количество прихожан составляло 2396 человек. Приход входил в Восточно-Ингерманландское пробство.
Рядом с церковью находились два каменных здания — дом пастора и церковно-приходская школа, а также лютеранское кладбище. Старый деревянный пасторат сгорел в 1892 году, но уже в следующем году был построен новый, двухэтажный, каменный.
Приходская школа находилась через дорогу от пастората, одна была одной из первых в Ингерманландии, построенная в 1870 году, она располагалась в каменном, одноэтажном здании. Преподавал в ней выпускник Колпанской семинарии М. Тервонен. В советское время в доме пастора размещалась школа, а в старой приходская школе — клуб.
В 1905 году в приходе состояло 3226 финнов-ингерманландцев, проживавших не только в небольших окрестных деревнях, но и в Колпино и в Саблино, а к 1917 году их количество выросло до 3686 человек.
Кирха была закрыта в 1938 году, одной из последних среди приходов ЕЛЦИ.
Здание церкви сгорело в 1944 году, до наших дней сохранились только остатки лютеранского кладбища XVIII—XX веков, оно находится на территории деревни Пионер. Деревня Таскобщина исчезла, а деревня Войскорово после войны была заново построена на правом берегу реки Ижора.

## Прихожане
Лютеранский приход Инкере (фин. Inkere) включал в себя 34 деревни:

Аннолово, Аротеппола, Большое Гертово, Ванха-Калила, Войскорово, Захожы, Кирцалово, Корделево, Корчмино, Коттелево, Лангелево, Мазалово, Мокколово, Монделево, Пабузи, Петровщина, Подолово, Покровское, Поркузи, Пустынка, Путронмяки, Путролово, Райколово, Саблино, Самсоновка, Симанкино, Старая Мыза, Таскобщина, Усть-Тосно, Феклистово, Фёдоровское, Чернышёво, Чёрная Речка, Ям-Ижора.
Изменение численности населения прихода Инкере с 1842 по 1919 год:

## Духовенство
- Пастор К. Сийтонен.
 Фото 1920-х годов

| Настоятели прихода | Настоятели прихода                             |
| Даты               | Пастор                                         |
| ------------------ | ---------------------------------------------- |
| 1640               | Георгий Петрус                                 |
| 1640—1671          | Йоханнес Петри Хофман                          |
| 1674—1684          | Хенрикус Йоханнес Врудениус                    |
| 1686—1695          | Йоханнес Элианиус                              |
| 1750—1753          | Хенрик Войт (настоятель)                       |
| 1753—1759          | Йохан Вириландер (настоятель)                  |
| 1759               | Эрик Делин (настоятель)                        |
| 1760—1765†         | Томас Локандер (настоятель)                    |
| 1765—1781          | Самуэль Зигфрид Бок (настоятель)               |
| 1781               | Карл Хелледаль (и. о. пастора)                 |
| 1781—1805†         | Габриэль Пасселберг (настоятель)               |
| 1805—1807          | Йохан Вирен (и. о. пастора)                    |
| 1807—1826          | Йохан Шонберг (настоятель)                     |
| 1826—1842†         | Карл Андерс Винтер (вице-пастор, пастор)       |
| 1842—1857          | Пауль Теодор Швиндт (настоятель)               |
| 1857—1862          | Пер Аугуст Ашан (и. о. пастора, пастор)        |
| 1862—1866          | Аугуст Вилхелм Бергман (и. о. пастора, пастор) |
| 1866—1878†         | Карл Адольф Эдвард Винтер (настоятель)         |
| 1879—1925†         | Константин Сийтонен (настоятель)               |
| 1927—1938          | Тойво Онни Кело                                |

## Иллюстрации
- Расположение кирхи. Карта 1860 года
- Церковно-приходская школа. Фото 1910-х годов